# Lancia Kappa (1919)
Lancia Kappa är en personbil, tillverkad av den italienska biltillverkaren Lancia mellan 1919 och 1922.
Kappa var en uppdaterad version av förkrigsmodellen Theta.